# Benatae
Benatae é um município da Espanha na província de Jaén, comunidade autónoma da Andaluzia, de área 45 km² com população de 586 habitantes (2006) e densidade populacional de 13,02 hab./km².

## Demografia
| Variação demográfica do município entre 1991 e 2004 | Variação demográfica do município entre 1991 e 2004 | Variação demográfica do município entre 1991 e 2004 | Variação demográfica do município entre 1991 e 2004 |
| --------------------------------------------------- | --------------------------------------------------- | --------------------------------------------------- | --------------------------------------------------- |
| 1991                                                | 1996                                                | 2001                                                | 2004                                                |
| 608                                                 | 585                                                 | 550                                                 | 600                                                 |